# Teletoon
Teletoon er en canadisk kabel-tv-kanal, der ejes af Corus Entertainment. Det blev lanceret den 17. oktober 1997.